# 大阳东街观音阁
大阳东街观音阁是一座清代古建筑，位于山西省晋城市泽州县大阳镇大阳东街村东。2013年1月，大阳东街观音阁公布为晋城市文物保护单位，编号3-102。